# Jan Paczesny
Jan Jakub Paczesny – polski chemik, dr hab. nauk ścisłych i przyrodniczych, adiunkt Instytutu Chemii Fizycznej Polskiej Akademii Nauk.

## Życiorys
Jest absolwentem Uniwersytetu im. Adama Mickiewicza w Poznaniu, 15 października 2012 obronił pracę doktorską Uporządkowane warstwy związków amfifilowych i nanocząstek, 26 kwietnia 2022 habilitował się na podstawie pracy zatytułowanej Racjonalne projektowanie nanostruktur w układach dwuwymiarowych i pseudo dwuwymiarowych do kontrolowanego tworzenia funkcjonalnych materiałów.
Został zatrudniony na stanowisku adiunkta w Instytucie Chemii Fizycznej Polskiej Akademii Nauk.

## Wyróżnienia
- Nagroda Świętosławskiego III stopnia[2]
- Nagroda magazynu Polityka[2]